# Antonín Dušek (lední hokejista)
Antonín Dušek (* 8. dubna 1986 Ledeč nad Sázavou) je český lední hokejista hrající na postu středního útočníka.

## Kariéra
S hokejem začínal v Havlíčkově Brodě. Po sezóně 2001/2002, kterou odehrál za výběr osmnáctiletých místního hokejového klubu, přestoupil do stejné věkové kategorie do Liberce. Ještě během sezóny ale začal nastupovat i za družstvo do dvaceti let. Během ročníku 2005/2006 poprvé zkusil i hokej dospělých, když hostoval v celku Berounských Medvědů. V následující sezóně již nastupoval pouze za muže, a to jak v Liberci, tak také v Berouně. Během dalších sezón vždy střídavě nastupoval za Liberec a dále ještě za některý jiný klub. V sezóně 2007/2008 to bylo HC Vrchlabí, o rok později HC Benátky nad Jizerou, jimž zůstal věrný ještě následující dva roky. Následně v sezóně 2011/20112 hrál vedle Liberce také za pražskou Slavii, ale během dalších dvou sezon již opět střídal Liberec s Benátkami nad Jizerou. Až sezónu 2014/2015 odehrál celou za Piráty Chomutov, ovšem následující sezónu vedle Pirátů na tři utkání vypomohl také mužstvu SK Kadaň. Po sezóně ovšem skončil v družstvu Pirátů, kde s ním již tamní trenér Vladimír Růžička nadále nepočítal, s přestoupil do Slavie, která tehdy hrála druhou nejvyšší soutěž, tedy WSM ligu. Během letní přestávky v roce 2017 Dušek změnil dres a stal se na dva roky hráčem HC Dynamo Pardubice.